# Meleoma powelli
Meleoma powelli is een insect uit de familie van de gaasvliegen (Chrysopidae), die tot de orde netvleugeligen (Neuroptera) behoort. 
Meleoma powelli is voor het eerst wetenschappelijk beschreven door Tauber in 1969.